# Lothar Stengel
Lothar Stengel (* 27. August 1941) ist ein ehemaliger deutscher Boxer.

## Leben
Der aus Kaiserslautern stammende Boxer wurde 1965 deutscher Amateurvizemeister in der Gewichtsklasse bis 81 Kilogramm. Im Finale verlor er gegen Peter Gerber. Ende November 1965 gab Stengel in Frankfurt am Main seinen Einstand als Berufsboxer. Bereits in seinem sechsten Kampf erhielt der nach wie vor ungeschlagene Stengel aus dem Boxstall Bruno Müllers die Möglichkeit, in Köln Anfang September 1966 gegen Heinrich Meinhardt um die deutsche Meisterschaft im Halbschwergewicht zu boxen. „Sein Gegner, Heini Meinhardt aus Hamburg, hatte vor dem Fight als großer Favorit gegolten. Aber dann scheiterte er an dem Elan des jungen Pfälzers“, berichtete das Hamburger Abendblatt über Stengels Sieg. In der siebten Runde warf Meinhardts Trainer Franz Mück das Handtuch und gab den Kampf damit auf, Stengel war deutscher Meister.
Er verteidigte den Meistertitel bis Oktober 1967 dreimal erfolgreich, zuletzt gegen Klaus Stockmann in dessen Heimatstadt Kiel. Dabei lieferten sich Stengel und Stockmann eine „Ringschlacht“, „zwölf Runden lang prügelten sie mit linken Haken (Stockmann) und rechten Geraden (Stengel) aufeinander ein. Doch der Meister war cleverer und besser trainiert“, meldete das Hamburger Abendblatt. Stengel schlug seinen Gegner in der zwölften Runde zu Boden.
Anfang Dezember 1967 wurde er Europameister, Stengel bezwang in Frankfurt am Main den Italiener Piero del Papa. Der Sieg des zu dieser Zeit als Buchdrucker und vorher als Bergmann beruflich tätigen Stengel wurde als „Riesensensation“ gewertet. Der ausdauerstarke Herausforderer ließ sich nicht von der mitunter unsauberen Gangart des Italieners beeindrucken. Del Papa, der in der fünften Runde nach einem Aufwärtshaken Stengels zu Boden ging und ausgezählt wurde, beklagte einen Regelverstoß des Deutschen durch einen Kopfstoß und einen Daumenhieb ins Auge, was die Offiziellen bei der Durchsicht der Fernsehaufnahmen nicht bestätigen konnten.
Stengel kämpfte Anfang Februar 1968 gegen den früheren Weltmeister Harold Johnson aus den Vereinigten Staaten und verlor. Es war seine erste Niederlage als Berufsboxer. Sein EM-Titel stand im September 1968 im Duell mit dem Dänen Tom Bogs auf dem Spiel. Der Kampf fand in Kopenhagen statt. Nach zwei Minuten und 42 Sekunden der ersten Runde war die Entscheidung gefallen und Stengel besiegt. Der Däne griff Stengel von Beginn an wirkungsvoll an und setzte ihm mit linken Haken zu. Titelverteidiger Stengel ging ein erstes Mal zu Boden. Danach traf ihn Bogs erneut hart, der Deutsche stürzte wieder, vom dritten Niederschlag erholte sich Stengel dann nicht mehr. Er sei nicht in Schwung gekommen und geschlagen worden, bevor er kämpfen konnte, kommentierte Stengel, der für den Kampf mit 50 000 D-Mark entlohnt wurde, die Niederlage in der ersten Runde.
Zwischen Ende 1968 und Anfang 1971 bestritt Stengel keinen Kampf, anschließend stand er wieder im Ring und bilanzierte bis Ende Oktober 1975 noch fünf Siege und zwei Niederlagen. Seinen letzten Kampf verlor er gegen Bernd August.